# Trachypithecus
Trachypithecus (česky hulman, toto jméno je však používáno pro větší množství rodů) je rod opic z čeledi kočkodanovití (Cercopithecidae) a podčeledi hulmani (Colobinae). V české literatuře se někdy označují jako velcí hulmani.

## Systematika
Níže uvedený seznam druhů vychází z:
- skupina druhů T. cristatus
  - druh Trachypithecus auratus (É. Geoffroy Saint-Hilaire, 1812) – hulman jávský
  - druh Trachypithecus cristatus (Raffles, 1821) – hulman stříbrný
  - druh Trachypithecus germaini Milne-Edwards, 1876
  - druh Trachypithecus margarita (Elliot, 1909)
  - druh Trachypithecus mauritius (Griffith, 1821)
  - druh Trachypithecus selangorensis Roos, Nadler & Walter, 2008
- skupina druhů T. obscurus
  - druh Trachypithecus barbei (Blyth, 1847)
  - druh Trachypithecus crepusculus (Elliot, 1909)
  - druh Trachypithecus phayrei (Blyth, 1847) – hulman indočínský
  - druh Trachypithecus obscurus (Reid, 1837) – hulman tmavý
- skupina druhů T. francoisi
  - druh Trachypithecus ebenus (Brandon-Jones, 1995)
  - druh Trachypithecus francoisi (de Pousargues, 1898) – hulman uzdičkový
  - druh Trachypithecus laotum Thomas, 1921
  - druh Trachypithecus leucocephalus Tan, 1957
  - druh Trachypithecus poliocephalus (Trouessart, 1911)
  - druh Trachypithecus delacouri (Osgood, 1911) – hulman Delacourův
- skupina druhů T. pileatus
  - druh Trachypithecus geei Khajuria, 1956 – hulman zlatý
  - druh Trachypithecus pileatus (Blyth, 1843) – hulman chocholatý
  - druh Trachypithecus shortridgei Wroughton, 1915

Tento seznam druhů se mezi jednotlivými zdroji může různit a v souladu se zpřesňujícími se znalostmi fylogeneze skupiny nemusí být ani konečný. Například v roce 2020 byl identifikován nový druh Trachypithecus popa Roos, Helgen, Miguez, Thant, Lwin, et al., 2020, jenž by byl v rámci tohoto systému řazen do skupiny T. obscurus.
Výše uvedený systém čtyř hlavních druhových skupin, které lze odlišit četnými vnějšími, ekologickými a behaviorálními charakteristikami, v některých případech doplňuje ještě pátá skupina T. vetulus. Tu tvoří hulman rudolící (Trachypithecus vetulus) ze Srí Lanky a hulman nilgirský (Trachypithecus johnii) ze západní Indie; oba tito zástupci se vyznačují fialovými tvářemi, bílými licousy a relativně malými rozměry. Příbuzenské vztahy těchto dvou druhů s ostatními hulmany bylo dlouhodobě sporné, řazeni byli buďto do rodu Trachypithecus (někdy v rámci samostatného podrodu Kasi), anebo do rodu Semnopithecus. Zde uvedený systém v souladu s genetickými analýzami skupinu T. vetulus vylučuje a považuje ji za součást rodu Semnopithecus. Oba druhy nemusejí být ani sesterské.

### Evoluce

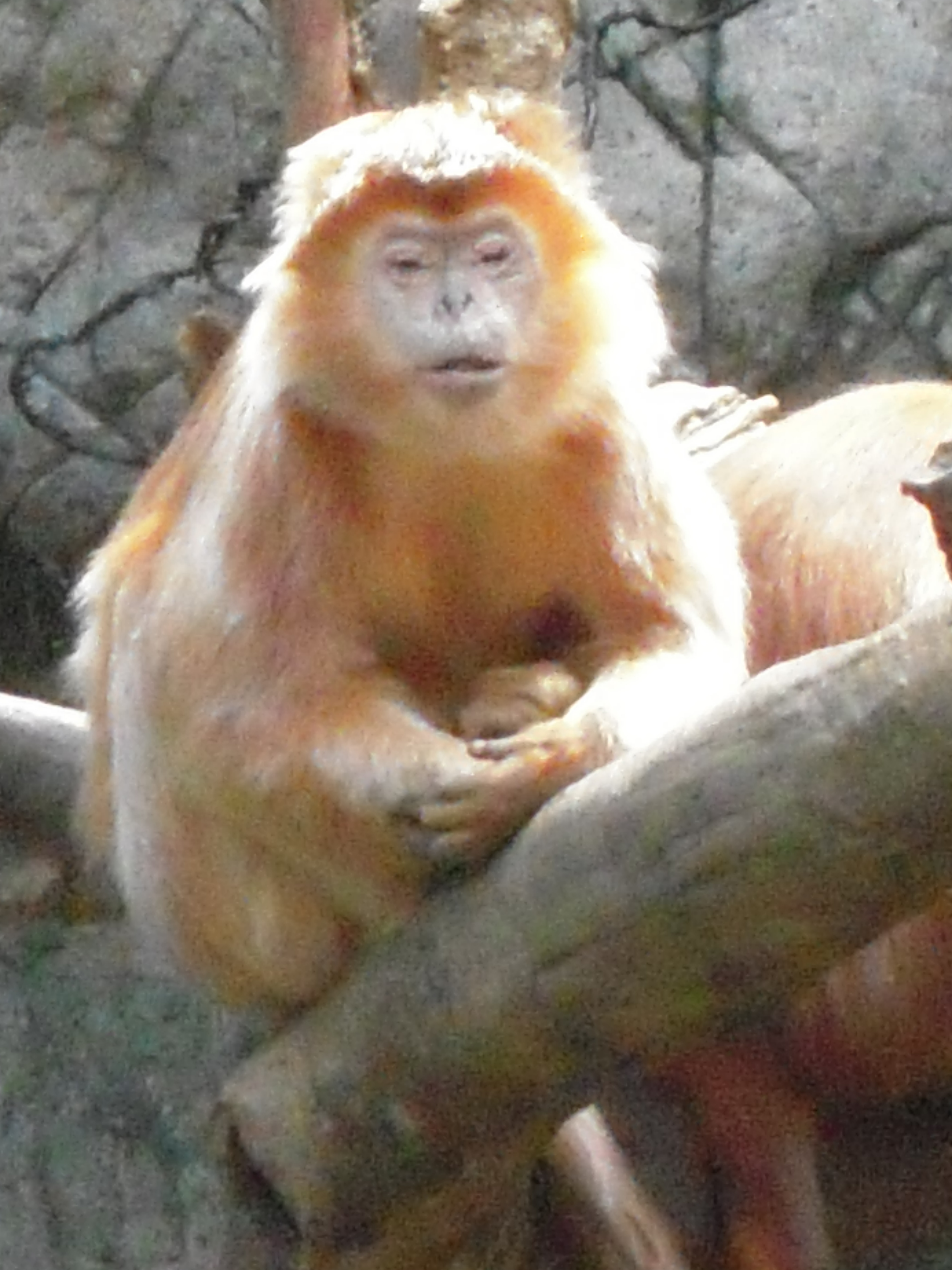
Hulman jávský (T. auratus), jeden ze zástupců skupiny cristatus

Sesterský taxon k rodu Trachypithecus může být rod Presbytis, divergence obou těchto linií je kladena zhruba do svrchního miocénu. Analýzy jaderné a mtDNA se však v sesterském vztahu rodů Presbytis a Trachypithecus mohou rozcházet, sesterskou skupinou vůči rodu Trachypithecus může být např. i rod Semnopithecus.
Na oddělení jednotlivých skupin druhů rodu Trachypithecus nejspíše měly vliv klimatické změny, konkrétně ochlazení během pliocénu před asi 3 miliony lety, které vedlo k suššímu klimatu a fragmentaci lesních stanovišť. Studie mitochondriálního genomu z roku 2020 odhaduje, že se během fylogeneze rodu Trachypithecus nejprve odštěpila skupina T. pileatus, poté skupina T. francoisi a naposledy skupiny T. cristatus a T. obscurus. Všechny tyto události autoři studie datují do období před asi 4,5–3,1 miliony lety, nicméně jednotlivé speciační události v rámci těchto skupin hodnotí jako mnohem mladšího data (1,6–0,3 mya). Nejasné fylogenetické vztahy mezi jednotlivými druhy (např. v rámci skupiny cristatus) svědčí o vlivu evoluční radiace, kdy došlo k rapidnímu rozrůznění jednotlivých druhů v relativně krátkém časovém horizontu.
Šíření hulmanů v jihovýchodní Asii ovlivňovala dynamika regionu Sundalandu, jehož jednotlivé části byly v dobách kolísání mořské hladiny propojeny pevninskými mosty, anebo naopak izolovány oceánem. Většina skupin druhů dnes žije v pevninské jihovýchodní Asii. Pouze zástupci skupiny T. cristatus pronikli i na ostrovy Malajského souostroví, nicméně šíření hulmanů v této oblasti bylo poměrně komplikované. Zdá se, že počátek radiace skupiny T. cristatus lze vysledovat už na Jávě, kde podle fosilních záznamů hulmani žili již před 1,9 miliony lety. Podle studie z roku 2008 hulmani ze skupiny T. cristatus následně pronikli zpět do pevninské jihovýchodní Asie (během spodního pleistocénu, před asi 1,25 miliony lety), kdy pevninský most spojoval Malajský poloostrov s východní Jávou, nikoli však ještě se Sumatrou a Borneem. Výrazný pokles hladiny moří před asi 500 000 lety umožnil kolonizaci i těchto izolovaných oblastí. Na severu v Bhútánu se rod Trachypithecus setkává s rodem Semnopithecus. Podle některých hypotéz dala prastará hybridizace těchto dvou rodů vzniknout druhům hulman zlatý (T. geei) a hulman chocholatý (T. pileatus) a ty by mohly být povýšeny na samostatný rod. Jiné studie takový pohled nepodpořily.

## Popis

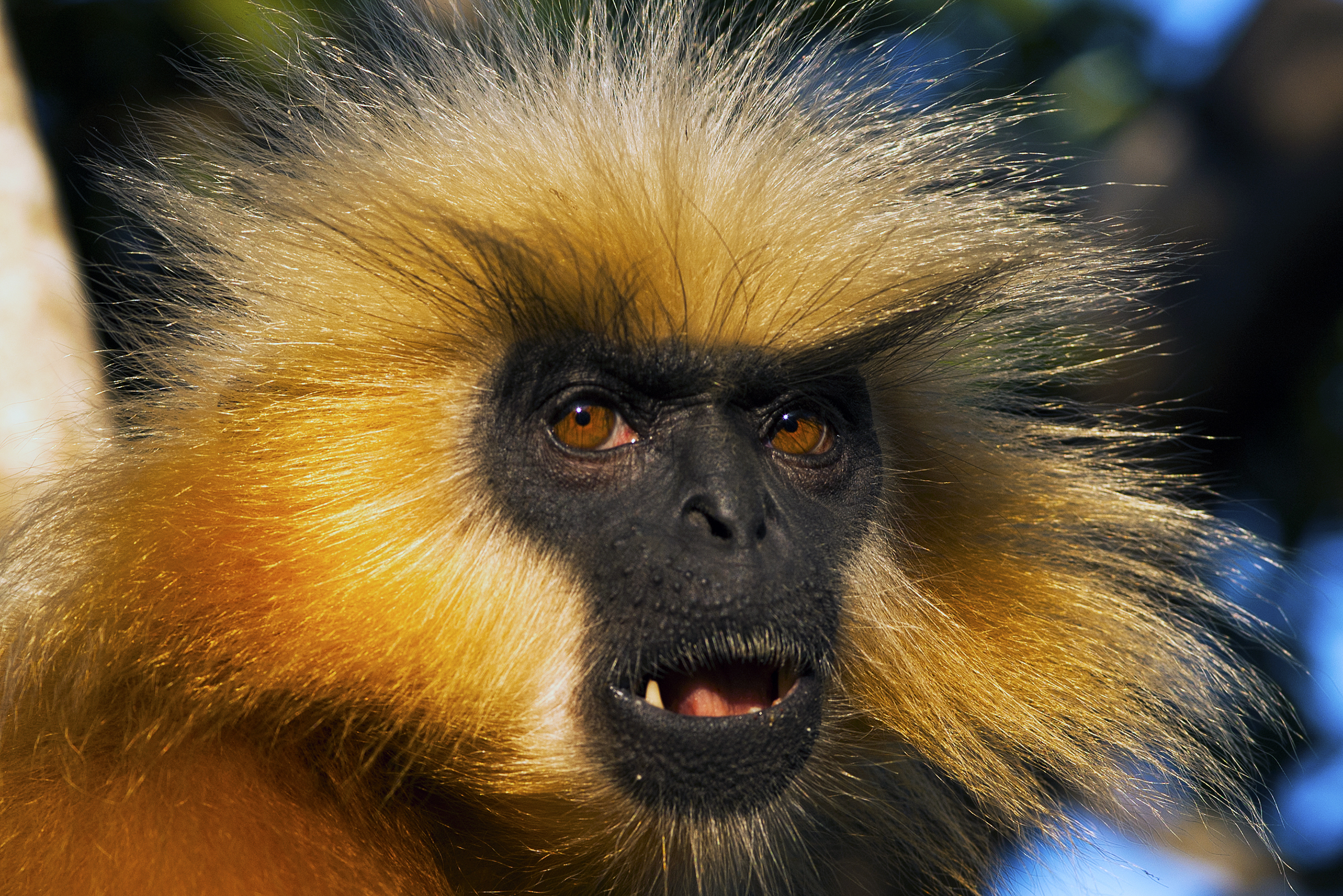
Hulman zlatý (T. geei), detail hlavy

Hulmani rodu Trachypithecus představují poměrně velké opice o velikosti větších makaků, ale jsou menší než zástupci rodu Semnopithecus. Objevuje se pohlavní dimorfismus, byť je mírný, nebo středně výrazný. Typickým znakem jsou vysoké nadočnicové oblouky na lebce. Od sesterského rodu Presbytis se odlišují kratšími zadními končetinami. Zbarvení je v případě dospělců většinou stříbrné, šedé nebo černé, ale mláďata mají jasně žluté ši oranžové osrstění.
Rod Trachypithecus zahrnuje největší množství druhů a největší areál rozšíření mezi všemi zástupci asijských hulmanů. Rozšířeni jsou od jižní Indie a ostrova Srí Lanka přes Indočínu a Malajský poloostrov až po Velké Sundy. Nepronikli však směrem na východ do Wallacey, a scházejí proto na ostrově Sulawesi. Biologie se liší na základě jednotlivých druhů. Zatímco někteří zástupci preferují určitá konkrétní stanoviště, jiní jsou z tohoto pohledu oportunističtější. Z obecného pohledu jde o opice vázané na různé typy lesů, které žijí na stromech. Z hlediska potravní specializace vynikají hulmani ze skupiny T. francoisi, jež konzumují až z 80 % listy, a představují tak jedny z nejvíce listožravých hulmanů vůbec.
Většina hulmanů rodu Trachypithecus spadá v důsledku lidského tlaku do některé z kategorie IUCN pro ohrožené druhy. Hulman Delacourův či hulman Trachypithecus poliocephalus jsou hodnoceni kriticky ohrožené druhy.